# Elecciones al Parlamento de las Islas Baleares de 1995
Las Elecciones al Parlamento de las Islas Baleares de 1995 se celebraron día 28 de mayo, junto con las elecciones municipales. 
Se afrontaban con el Partido Popular con muchos problemas de gobernabilidad. Por un lado, la fuga a mediados de legislatura de los dos diputados de UM al grupo mixto que dejaron el PP en minoría, a pesar de que la recuperó con la ayuda de un tránsfuga socialista, el menorquín Jaume Peralta. Por la otra, al Consejo Insular de Mallorca, donde la mayoría de los populares también quedó tocada y se vio obligado por UM a introducir miembros del PSOE y el PSM al ejecutivo. Los de Menorca y las Pitiusas continuaban en manos de los conservadores.

## Resultados
A continuación se reflejan los resultados a nivel autonómico por cada una de las candidaturas presentadas.
| ← Elecciones al Parlamento de las Islas Baleares de 1995 → |                                                                                                |                     |         |       |         |      |
| Presidente y gobierno | Partido                                                                                        | Candidato           | Votos   | %     | Escaños | +/-  |
| - Presidente: Gabriel Cañellas (1995) Cristòfol Soler (1995-1996) Jaume Matas (1996-1999) - Gobierno: PP - Censo: 594.687 - Votantes: 377.943 (63,9%) - Abstención: 216.744 (36,4%) - Válidos: 375.572 - A candidatura: 370.472 (98,6%) | Partido Popular (PP)                                                                           | Gabriel Cañellas    | 167.893 | 45,40 | 30      | +1 a |
| - Presidente: Gabriel Cañellas (1995) Cristòfol Soler (1995-1996) Jaume Matas (1996-1999) - Gobierno: PP - Censo: 594.687 - Votantes: 377.943 (63,9%) - Abstención: 216.744 (36,4%) - Válidos: 375.572 - A candidatura: 370.472 (98,6%) | Partit Socialista Obrer Espanyol (PSOE)                                                        | Francesc Triay      | 89.771  | 24,28 | 16      | -5   |
| - Presidente: Gabriel Cañellas (1995) Cristòfol Soler (1995-1996) Jaume Matas (1996-1999) - Gobierno: PP - Censo: 594.687 - Votantes: 377.943 (63,9%) - Abstención: 216.744 (36,4%) - Válidos: 375.572 - A candidatura: 370.472 (98,6%) | Partit Socialista de Mallorca-Nacionalistes de Mallorca-Nacionalistes de les Illes (PSM-NM-NI) | Pere Sampol         | 45.231  | 12,23 | 6       | +1   |
| - Presidente: Gabriel Cañellas (1995) Cristòfol Soler (1995-1996) Jaume Matas (1996-1999) - Gobierno: PP - Censo: 594.687 - Votantes: 377.943 (63,9%) - Abstención: 216.744 (36,4%) - Válidos: 375.572 - A candidatura: 370.472 (98,6%) | Esquerra Unida (IU)                                                                            | Eberhard Grosske    | 24.798  | 6,71  | 3       | +3   |
| - Presidente: Gabriel Cañellas (1995) Cristòfol Soler (1995-1996) Jaume Matas (1996-1999) - Gobierno: PP - Censo: 594.687 - Votantes: 377.943 (63,9%) - Abstención: 216.744 (36,4%) - Válidos: 375.572 - A candidatura: 370.472 (98,6%) | Unió Mallorquina (UM)                                                                          | Maria Antònia Munar | 19.928  | 5,39  | 2       | -1 b |
| - Presidente: Gabriel Cañellas (1995) Cristòfol Soler (1995-1996) Jaume Matas (1996-1999) - Gobierno: PP - Censo: 594.687 - Votantes: 377.943 (63,9%) - Abstención: 216.744 (36,4%) - Válidos: 375.572 - A candidatura: 370.472 (98,6%) | Els Verds de les Illes Balears (EVIB)                                                          | Miquel Àngel Lladó  | 11.598  | 3,14  | 1       | +1   |
| - Presidente: Gabriel Cañellas (1995) Cristòfol Soler (1995-1996) Jaume Matas (1996-1999) - Gobierno: PP - Censo: 594.687 - Votantes: 377.943 (63,9%) - Abstención: 216.744 (36,4%) - Válidos: 375.572 - A candidatura: 370.472 (98,6%) | Agrupació Independent Popular de Formentera (AIPF)                                             | Juan Roberto Masdeu | 1.192   | 0,32  | 1       | +1   |
| - Presidente: Gabriel Cañellas (1995) Cristòfol Soler (1995-1996) Jaume Matas (1996-1999) - Gobierno: PP - Censo: 594.687 - Votantes: 377.943 (63,9%) - Abstención: 216.744 (36,4%) - Válidos: 375.572 - A candidatura: 370.472 (98,6%) | Esquerra Republicana de Catalunya (ERC)                                                        |                     | 2.082   | 0,56  | 0       | =    |
| - Presidente: Gabriel Cañellas (1995) Cristòfol Soler (1995-1996) Jaume Matas (1996-1999) - Gobierno: PP - Censo: 594.687 - Votantes: 377.943 (63,9%) - Abstención: 216.744 (36,4%) - Válidos: 375.572 - A candidatura: 370.472 (98,6%) | Convergència Balear (CB)                                                                       |                     | 1.600   | 0,43  | 0       |      |
| - Presidente: Gabriel Cañellas (1995) Cristòfol Soler (1995-1996) Jaume Matas (1996-1999) - Gobierno: PP - Censo: 594.687 - Votantes: 377.943 (63,9%) - Abstención: 216.744 (36,4%) - Válidos: 375.572 - A candidatura: 370.472 (98,6%) | Agrupación Social Independiente (ASI)                                                          |                     | 1.425   | 0,38  | 0       |      |
| - Presidente: Gabriel Cañellas (1995) Cristòfol Soler (1995-1996) Jaume Matas (1996-1999) - Gobierno: PP - Censo: 594.687 - Votantes: 377.943 (63,9%) - Abstención: 216.744 (36,4%) - Válidos: 375.572 - A candidatura: 370.472 (98,6%) | Federación Independientes de Ibiza y Formentera (FIEF)                                         |                     | 1.359   | 0,37  | 0       | -1   |
| - Presidente: Gabriel Cañellas (1995) Cristòfol Soler (1995-1996) Jaume Matas (1996-1999) - Gobierno: PP - Censo: 594.687 - Votantes: 377.943 (63,9%) - Abstención: 216.744 (36,4%) - Válidos: 375.572 - A candidatura: 370.472 (98,6%) | Partit Independents de Menorca (INME)                                                          |                     | 987     | 0,27  | 0       |      |
| - Presidente: Gabriel Cañellas (1995) Cristòfol Soler (1995-1996) Jaume Matas (1996-1999) - Gobierno: PP - Censo: 594.687 - Votantes: 377.943 (63,9%) - Abstención: 216.744 (36,4%) - Válidos: 375.572 - A candidatura: 370.472 (98,6%) | Entendimiento Nacionalista y Ecologista de Ibiza - Nacionalistas de las Islas (ENE)            |                     | 599     | 0,16  | 0       |      |
| - Presidente: Gabriel Cañellas (1995) Cristòfol Soler (1995-1996) Jaume Matas (1996-1999) - Gobierno: PP - Censo: 594.687 - Votantes: 377.943 (63,9%) - Abstención: 216.744 (36,4%) - Válidos: 375.572 - A candidatura: 370.472 (98,6%) | Falange Española de las JONS (FE-JONS)                                                         |                     | 439     | 0,12  | 0       |      |
| - Presidente: Gabriel Cañellas (1995) Cristòfol Soler (1995-1996) Jaume Matas (1996-1999) - Gobierno: PP - Censo: 594.687 - Votantes: 377.943 (63,9%) - Abstención: 216.744 (36,4%) - Válidos: 375.572 - A candidatura: 370.472 (98,6%) | Plataforma de los Independientes de España (PIE)                                               |                     | 378     | 0,10  | 0       |      |
| - Presidente: Gabriel Cañellas (1995) Cristòfol Soler (1995-1996) Jaume Matas (1996-1999) - Gobierno: PP - Censo: 594.687 - Votantes: 377.943 (63,9%) - Abstención: 216.744 (36,4%) - Válidos: 375.572 - A candidatura: 370.472 (98,6%) | Partido Vecinal - Nuevo Partido Socialista (MV-NPS)                                            |                     | 321     | 0,09  | 0       |      |
| - Presidente: Gabriel Cañellas (1995) Cristòfol Soler (1995-1996) Jaume Matas (1996-1999) - Gobierno: PP - Censo: 594.687 - Votantes: 377.943 (63,9%) - Abstención: 216.744 (36,4%) - Válidos: 375.572 - A candidatura: 370.472 (98,6%) | Partido Radical Balear (PRB)                                                                   |                     | 219     | 0,06  | 0       |      |
| - Presidente: Gabriel Cañellas (1995) Cristòfol Soler (1995-1996) Jaume Matas (1996-1999) - Gobierno: PP - Censo: 594.687 - Votantes: 377.943 (63,9%) - Abstención: 216.744 (36,4%) - Válidos: 375.572 - A candidatura: 370.472 (98,6%) | En blanco                                                                                      | N/A                 | 5.100   | 1,4   | N/A     | N/A  |
| - Presidente: Gabriel Cañellas (1995) Cristòfol Soler (1995-1996) Jaume Matas (1996-1999) - Gobierno: PP - Censo: 594.687 - Votantes: 377.943 (63,9%) - Abstención: 216.744 (36,4%) - Válidos: 375.572 - A candidatura: 370.472 (98,6%) | Nulos                                                                                          | N/A                 |         |       | N/A     | N/A  |

a Respecto a los obtenidos en coalición con UM en 1991, es decir, 29 de 31.

b Respecto a los 2 obtenidos por UM en coalición con el PP y el obtenido por UIM (integrado en UM en 1993) en 1991.

## Resultados por circunscripciones

### Mallorca
| ← Elecciones al Parlamento de las Islas Baleares, Mallorca →                                   |         |       |         |      |
| Circunscripción de Mallorca (33 escaños)                                                       |         |       |         |      |
| Partido                                                                                        | Votos   | %     | Escaños | Dif. |
| Partido Popular (PP)                                                                           | 136.767 | 44,57 | 16      | -2   |
| Partido Socialista de las Islas Baleares-PSOE (PSIB-PSOE)                                      | 69.865  | 22,77 | 8       | -3   |
| Partit Socialista de Mallorca-Nacionalistes de Mallorca-Nacionalistes de les Illes (PSM-NM-NI) | 41.242  | 13,44 | 5       | +2   |
| Unió Mallorquina (UM)                                                                          | 19.966  | 6,51  | 2       | +2   |
| Esquerra Unida (IU)                                                                            | 19.846  | 6,47  | 2       | +2   |
| Los Verdes de las Islas Baleares (EVIB)                                                        | 9.422   | 3,07  |         |      |
| Convergència Balear (CB)                                                                       | 1.600   | 0,52  |         |      |
| Esquerra Republicana de Catalunya (ERC)                                                        | 1.576   | 0,51  |         |      |
| Agrupación Social Independiente (ASI)                                                          | 1.425   | 0,46  |         |      |
| Falange Española de las JONS (FE-JONS)                                                         | 439     | 0,14  |         |      |
| Plataforma de los Independientes de España (PIE)                                               | 378     | 0,12  |         |      |
| Movimiento Vecinal-Nuevo Partido Socialista (MV-NPS)                                           | 321     | 0,10  |         |      |
| Partido Radical Balear (PRB)                                                                   | 219     | 0,07  |         |      |
| Votos en blanco                                                                                | 3.789   | 1,23  |         |      |

### Menorca
| ← Elecciones al Parlamento de les Illes Balears, Menorca →                                     |        |       |         |      |
| Circunscripción de Menorca (12 escaños)                                                        |        |       |         |      |
| Partido                                                                                        | Votos  | %     | Escaños | Dif. |
| Partido Popular (PP)                                                                           | 14.968 | 44,20 | 7       | +1   |
| Partido Socialista de las Islas Baleares-PSOE (PSIB-PSOE)                                      | 9.958  | 29,41 | 4       | -1   |
| Partit Socialista de Mallorca-Nacionalistes de Mallorca-Nacionalistes de les Illes (PSM-NM-NI) | 4.013  | 11,85 | 1       | +1   |
| Esquerra Unida (IU)                                                                            | 2.926  | 8,64  | 1       | +1   |
| Independents de Menorca (INME)                                                                 | 987    | 2,91  |         |      |
| Esquerra Republicana de Catalunya (ERC)                                                        | 228    | 0,67  |         |      |
| Votos en blanco                                                                                | 783    | 2,31  |         |      |

### Ibiza
| ← Elecciones al Parlamento de las Islas Baleares, Ibiza → |        |       |         |      |
| Circunscripción de Ibiza (12 escaños)                     |        |       |         |      |
| Partido                                                   | Votos  | %     | Escaños | Dif. |
| Partido Popular (PP)                                      | 16.421 | 50,63 | 7       | =    |
| Partido Socialista de las Islas Baleares-PSOE (PSIB-PSOE) | 9.118  | 28,11 | 4       | =    |
| Los Verdes de las Islas Baleares (ELS VERDS)              | 2.241  | 6,91  | 1       | +1   |
| Esquerra Unida (IU)                                       | 1.939  | 5,98  |         |      |
| Federación Independientes de Ibiza y Formentera (FIEF)    | 1.359  | 4,19  |         | -1   |
| Entendimiento Nacionalista y Ecologista de Ibiza (ENE)    | 599    | 1,85  |         |      |
| Esquerra Republicana de Catalunya (ERC)                   | 278    | 0,86  |         |      |
| Votos en blanco                                           | 480    | 1,48  |         |      |

### Formentera
| ← Elecciones al Parlamento de las Islas Baleares, Formentera → |       |       |         |      |
| Circunscripción de Formentera (1 escaño)                       |       |       |         |      |
| Partido                                                        | Votos | %     | Escaños | Dif. |
| Agrupació Independent Popular de Formentera (AIPF)             | 1.195 | 49,40 | 1       | +1   |
| Partido Socialista de las Islas Baleares-PSOE (PSIB-PSOE)      | 1.067 | 44,11 |         | -1   |
| Esquerra Unida (IU)                                            | 109   | 4,51  |         |      |
| Votos en blanco                                                | 45    | 1,98  |         |      |

## Investidura del presidente de las Islas
| Candidato             | Fecha                                                   | Voto  |    |    | PSM-EN |   |   | EVIB | AIPF | Total |
| --------------------- | ------------------------------------------------------- | ----- | -- | -- | ------ | - | - | ---- | ---- | ----- |
| Gabriel Cañellas (PP) | 29 de junio de 1995 Mayoría requerida: Absoluta (30/59) | Sí    | 30 |    |        |   |   |      | 1    | 31/59 |
| Gabriel Cañellas (PP) | 29 de junio de 1995 Mayoría requerida: Absoluta (30/59) | No    |    | 16 | 6      | 3 | 2 | 1    |      | 28/59 |
| Gabriel Cañellas (PP) | 29 de junio de 1995 Mayoría requerida: Absoluta (30/59) | Abst. |    |    |        |   |   |      |      | 0/59  |

| Candidato            | Fecha                                                   | Voto  |    |    | PSM-EN |   |   | EVIB | AIPF | Total |
| -------------------- | ------------------------------------------------------- | ----- | -- | -- | ------ | - | - | ---- | ---- | ----- |
| Cristòfol Soler (PP) | 31 de julio de 1995 Mayoría requerida: Absoluta (30/59) | Sí    | 30 |    |        |   | 2 |      | 1    | 33/59 |
| Cristòfol Soler (PP) | 31 de julio de 1995 Mayoría requerida: Absoluta (30/59) | No    |    | 16 | 6      | 3 |   | 1    |      | 26/59 |
| Cristòfol Soler (PP) | 31 de julio de 1995 Mayoría requerida: Absoluta (30/59) | Abst. |    |    |        |   |   |      |      | 0/59  |

| Candidato        | Fecha                                                   | Voto  |    |    | PSM-EN |   |   | EVIB | AIPF | Total |
| ---------------- | ------------------------------------------------------- | ----- | -- | -- | ------ | - | - | ---- | ---- | ----- |
| Jaume Matas (PP) | 15 de junio de 1996 Mayoría requerida: Absoluta (30/59) | Sí    | 30 |    |        |   | 2 |      | 1    | 33/59 |
| Jaume Matas (PP) | 15 de junio de 1996 Mayoría requerida: Absoluta (30/59) | No    |    | 16 | 6      | 3 |   | 1    |      | 26/59 |
| Jaume Matas (PP) | 15 de junio de 1996 Mayoría requerida: Absoluta (30/59) | Abst. |    |    |        |   |   |      |      | 0/59  |